# Белозёрское (Юрьевский район)
Белозёрское (укр. Білозерське) — село, Преображенский сельский совет, Юрьевский район, Днепропетровская область, Украина.
Код КОАТУУ — 1225986303. Население по переписи 2001 года составляло 7 человек .

## Географическое положение
Село Белозёрское примыкает к селу Голубовское. По селу протекает пересыхающий ручей с запрудой.

## Известные люди
В селе родился Герой Советского Союза Василий Мусин.